# 622 Естер
622 Естер (енгл. 622 Esther) је астероид главног астероидног појаса са средњом удаљеношћу од Сунца која износи 2,414 астрономских јединица (АЈ).
Апсолутна магнитуда астероида је 10,17 а геометријски албедо 0,152.